# Wierzbianki
Wierzbianki (deutsch Wiersbianken, 1938 bis 1945 Lichtenhain) ist ein Dorf in der polnischen Woiwodschaft Ermland-Masuren und gehört zur Landgemeinde Kowale Oleckie (Kowahlen, 1938 bis 1945 Reimannswalde) im Powiat Olecki (Kreis Oletzko/Treuburg).

## Geographische Lage
Wierzbianki liegt im Nordosten der Woiwodschaft Ermland-Masuren und im nordöstlichen Randgebiet des Borkener Forsts (auch: Borker Heide, polnisch: Puszcza Borecka). Bis zur einstigen Kreisstadt Gołdap (Goldap) sind es 18 Kilometer in nördlicher Richtung, während die jetzige Kreismetropole Olecko (Marggrabowa, auch: Oletzko, 1928 bis 1945 Treuburg) 22 Kilometer in südöstlicher Richtung entfernt ist.

## Geschichte

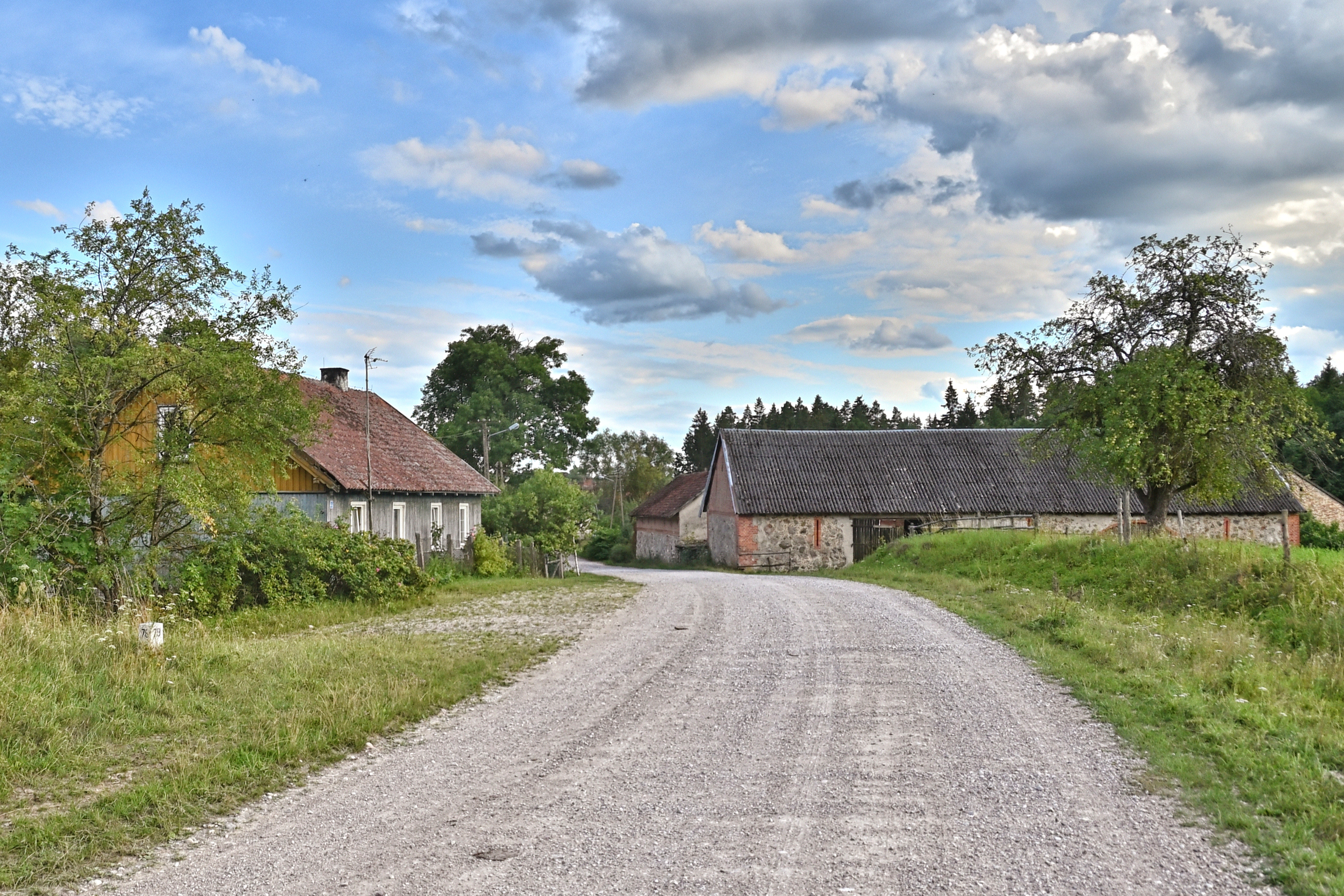
Dorfstraße von Wierzbianki

Der kleine vor 1774 Wiersbauten und danach Wiersbianken genannte Ort bestand vor 1945 aus ein paar mittleren und kleinen Höfen. Im Jahre 1874 wurde das Dorf in den neu errichteten Amtsbezirk Altenbude (polnisch: Siedlisko) eingegliedert, der zum Kreis Goldap im Regierungsbezirk Gumbinnen der preußischen Provinz Ostpreußen gehörte. Im Jahre 1910 zählte Wiersbianken 50 Einwohner.
Am 30. September 1928 verlor die Landgemeinde Wiersbianken ihre  Eigenständigkeit, als sie sich mit der Landgemeinde Groß Duneyken und dem Gutsbezirk Blandau (nicht mehr existent) zur neuen Landgemeinde Duneyken (1938 bis 1945: Duneiken (Kr. Goldap), polnisch: Dunajek) zusammenschloss. Aus politisch-ideologischen Gründen wurde Wiersbianken am 3. Juni (amtlich bestätigt am 16. Juli) 1938 in „Lichtenhain“ umbenannt.
In Kriegsfolge kam das Dorf 1945 mit dem gesamten südlichen Ostpreußen zu Polen und erhielt die polnische Namensform „Wierzbianki“. Es bildet heute wieder eine eigenständige Ortschaft im Verbund der Landgemeinde Kowale Oleckie im Powiat Olecki, bis 1998 der Woiwodschaft Suwałki, seither der Woiwodschaft Ermland-Masuren zugehörig.

## Kirche
Die Bevölkerung Wiersbiankens resp. Lichtenhains war vor 1945 überwiegend evangelischer Konfession und in das Kirchspiel der Kirche zu Grabowen (1938 bis 1945: Arnswald, polnisch: Grabowo) im Kirchenkreis Goldap in der Kirchenprovinz Ostpreußen der Kirche der Altpreußischen Union eingepfarrt. Heute gehören die evangelischen Kirchenglieder Wierzbiankis zur Kirchengemeinde in Gołdap, einer Filialgemeinde der Pfarrei Suwałki in der Diözese Masuren der Evangelisch-Augsburgischen Kirche in Polen.
Die katholischen Einwohner waren bis 1945 nach Goldap hinorientiert, dessen Pfarrgemeinde zum Bistum Ermland gehörte. Heute sind sie in die neu errichtete Pfarre in Grabowo eingegliedert, die nun Teil des Dekanats Goldap im Bistum Ełk (Lyck) der Katholischen Kirche in Polen ist.

## Verkehr
Wierzbianki liegt an einer Nebenstraße, die von der Woiwodschaftsstraße 650 (einstige deutsche Reichsstraße 136) bei Grabowo (Grabowen, 1938 bis 1945 Arnswalde) in den Borkener Forst nach Czerwony Dwór (Rothebude) führt.